# Kuifparelhoen
Het Kuifparelhoen (Guttera plumifera) is een vogel uit de parelhoenderfamilie, de Numididae.

## Kenmerken
Het lijkt op sommige ondersoorten van het kroonparelhoen, maar heeft een rechtere (niet gekrulde) en hogere kuif, en een relatief lange lel aan beide zijden van de snavel.
De kale huid op de kop en nek is volledig vaal grijs-blauw in de westerse nominale ondersoort, terwijl er een aantal oranje vlekken tussen het grijs-blauw voorkomen in de oosterse ondersoort schubotzi.

## Verspreiding en leefgebied
Het kan worden aangetroffen in vochtige oerwouden in Centraal-Afrika en telt twee ondersoorten:
- G. p. plumifera: van zuidelijk Kameroen tot noordelijk Angola.
- G. p. schubotzi: noordelijk en oostelijk Congo-Kinshasa.